# 中国大陆的国际学校
一般来说，国际学校（international school）是提供中等或以下程度的教育，並拥有相当比例的外籍学生，而且实施外國学制的學校。尽管《中华人民共和国教育法》中并没有出现“国际学校”一词，但仍有一系列的学校符合上述定义。
在下文所講述的內容，主要圍繞中国大陆地區；下文所指的「中国公民」，僅限于中国大陆地區的中国公民；下文所指的「外籍學生」，也包括來自港澳台的學生。

## 由外籍人士开办、仅招收外籍学生的学校

### 学校分类

#### 外交人员子女学校
依据《中华人民共和国外交部、中华人民共和国国家教育委员会关于外国驻中国使馆开办外交人员子女学校的暂行规定》（1987年9月1日），驻华大使馆可以开办使馆人员子女学校。及后，北京以外的驻华领事馆，也被批准参照《暂行规定》注册子女学校。因此，在后来的政府文件中，此类学校合称为外交人员子女学校。
- 1973年，美国政府在北京设立联络处（当时美国与中华人民共和国尚未建交）。联络处的子女学校，最初位于三里屯的公寓的五楼，就是夹在两套公寓房之间的电梯门厅过道，仅有8名学生和2名教师。1980年，美国、加拿大、英国、澳大利亚和新西兰五国的大使馆，合办北京顺义国际学校（ISB，现中文名北京顺义国际学校）。学校于1988年正式注册为外交人员子女学校。1997年底[1]，转制为外籍人员子女学校。2003年9月，通过了NCCT教育认证（英语：Educational accreditation）。[2]至2005年，学校已拥有33英亩的校园，以及来自54个国家的1980名学生。[3]

外交人员子女学校学生，应限于本国驻华使领馆人员的外籍子女，并享受中国政府给予的一些优惠，如学校人员在学校工作所得的薪金免纳个人所得税。在征得省级教育行政部门的同意后，也可以招收其他在华居住的、拥有本国或者第三国国籍的学生（即非中国国籍的学生；由于港澳台属于境外，也可以招收港澳台籍的学生）。
- 在2000年，上海市地方税务局向国家税务总局请示关于上海美国学校的税务事宜。国家税务总局批复，上海美国学校因招收了驻华外交人员子女以外的学生，因此不再享受相应的免税优惠待遇[4]。

#### 外籍人员子女学校
依据《中华人民共和国国家教育委员会关于开办外籍人员子女学校的暂行管理办法》（教外综[1995]130号），在中国境内合法设立的外国机构、外资企业、国际组织的驻华机构和合法居留的外国人，可以申请开办外籍人员子女学校。这一行政许可事项，后来被《国务院对确需保留的行政审批项目设定行政许可的决定》（国务院令第412号）确认。外籍人员子女学校增长迅猛，至2008年底，已有98所，遍布全国16个省、直辖市，学校数量和学生规模颇为可观。值得注意的是，教育部公布的外籍人员子女学校名单并不包括台湾同胞子女学校，后者另行分类。
外籍人员子女学校只能招收在中国境内持有居留证件的外籍学生，不得招收中国内地的公民入学。

#### 台湾同胞子女学校
台湾同胞子女学校全部集中于台商聚居的珠三角和长三角。由于台海两岸在国家意识上的巨大差异，台校特别受到外界关注。
《中华人民共和国台湾同胞投资保护法实施细则》（国务院令第274号）也提到：台湾同胞投资者或者台湾同胞投资企业协会在台湾同胞投资集中的地区，可以按照国家有关规定申请设立台湾同胞子女学校。

#### 港澳籍人员子女学校
2008年，教育部同意委托广东省审批在广东设立港澳人士子女学校，以简化审批程序。2009年2月，根据教育部港澳台办回复意见，广东省将在深圳开办港澳籍人员子女学校的审批权下放深圳市。广东省教育厅组织拟订《广东省关于开办港澳籍人员子女学校的管理办法》，并在报请教育部批准后施行。
至2009年中，尚未有一家注册的港澳籍人员子女学校。

### 政府对学校的监督管理

#### 学制和认证
外籍人员子女学校都是以中学小学幼儿园的名义设立的。其课程设置、教材和教学计划，由学校自行确定：通常就是学校开办者母国的学制，或者流行的IB学制，甚至可以自己创设学制。
中国教育部基础教育课程教材发展中心（NCCT）为外籍人员子女学校等提供教育认证服务。办学满三年后，学校可自愿申请教育认证，每次教育认证的有效期为五年。学校获得此项教育认证，也就意味着其颁发的中小学毕业证书得到中国官方的直接承认：
- 京西国际学校是第一家通过教育认证（英语：Educational accreditation）的学校，而此项教育认证（英语：Educational accreditation）制度也是由京西国际学校首先提议的。[7]

#### 教学内容审查
中国大陆的地方（通常是省级）教育行政部门在收到学校送交备案的教材后，会对教材进行审查。审查主要锁定涉及中国国家领土和国家历史的问题，如台湾问题、西藏问题等：
- 2006年秋季学期，广东省教育厅认为东莞台商子弟学校使用的龙腾版高一台湾史教科书叙述立场偏颇，主张台湾独立思想的篇幅太多，要求换书。當時開學在即，已來不及更換，所以由學校歷史教師自編教材授課[8][9]。

### 境外机构对学校的监督管理
学校往往还要接受境外机构的监督管理，如境外政府的教育部门，或者主持学制、主持教育认证的教育机构。
- 上海台胞子女学校于2005年9月1日开学，实施中华民国的国民教育学制。中华民国教育部认为校名中“台胞”一词不恰当、不予批准备案。遂于2005年9月29日改为上海台商子女学校[10]。

由于中国大陆教育行政部门的审查，台湾同胞子女学校会对台湾出版的原版教材作出修改，以适应大陆的办学环境。中华民国教育部要求学校須將刪改版本再送回台灣審定，並表示：將協助學校安排學生返台進行補救教學，或是設法提供補充教材，盡力協助台商子女接受完整台灣教育。

## 中国学制中小学内的外籍学生

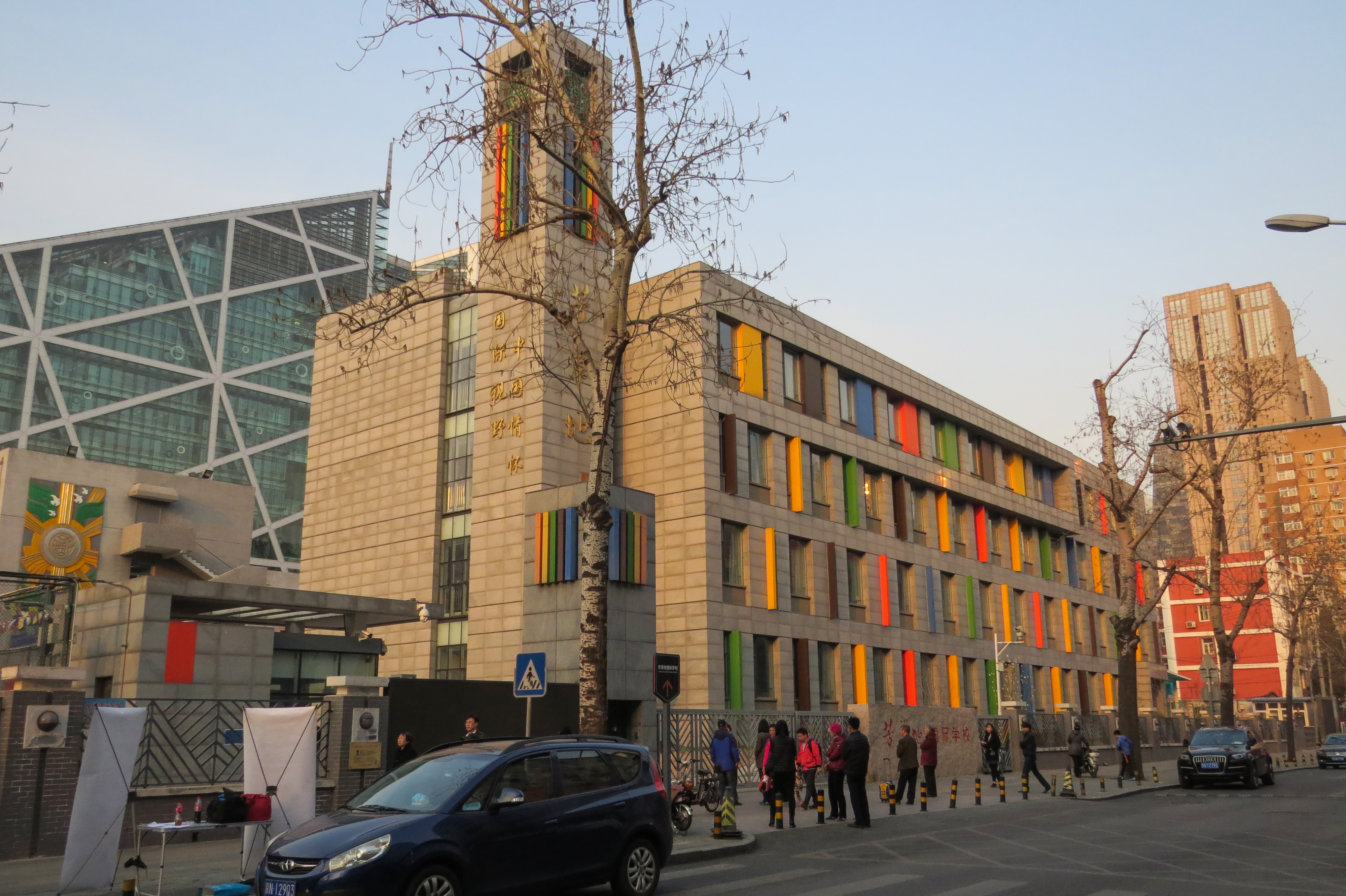
芳草地国际学校

在中国大陆居住的外籍少年儿童，除了可以就读外籍人员子女学校外，也可以就读中国学制的中小学。中国学制学校中的外籍学生，免修思想品德课和思想政治课，而以相同学时的中国文化课和社会课来代替。
- 北京市朝阳区芳草地国际学校（现名）始建于1956年。建校当年，第一批招收的学生中就有柬埔寨国王西哈努克亲王的一个王子。到了1973年，随着和北京建交国家的增多，“芳草地”开始大规模接收驻华使馆人员的子女。芳草地國際學校日壇校區國際部。[12][13]

在1999年，《中小学接受外国学生管理暂行办法》（教育部令第4号）规定，中小学获得接受外籍学生的资格后，方可接受适龄外籍学生入校学习。不久，《国务院关于第三批取消和调整行政审批项目的决定》（国发[2004]16号）就取消了这一行政审批项目。此后，中小学接收外籍学生，应无需申请专门的行政许可。
在中国大陆，公办中小学（以及与政府签署了协议、承担办学任务的民办中小学）的招生计划是针对本地户籍居民的，接着是外地户籍的国民，外国人只能排在最末。所以，外国人想要入读公办中小学，面临着高度的不确定性。只有在少数的例子中，公办学校会由于政策性因素而优待招收外籍学生（如上述“芳草地”的故事）。在2005年，深圳市由于教育资源日趋紧张，当局对非深圳户籍学生（不管是内地居民还是境外居民）就讀公办中小学设置了苛刻的条件，致使每天穿梭深港边境的跨境学童大增加。
有些外籍学生较多的学校，为外籍学生单独编班。学校会调整课程设置和教材，突出外语教学，或者繁体字教学。于2007年，福州市有7所初中开设了“台生班”，而上海市则有4所高中在上海市教育委员会备案设立了“国际部”。
- 广东省的恩平市集贤中西英学校，设有幼儿园和小学，主要是面向南美地区的西班牙语系国家的学生，其中委内瑞拉籍占了98%。学校的语言教学安排是“强攻中文，保持西文，了解英文”[19]。

## 中外合作办学
依据《中华人民共和国中外合作办学条例》（国务院令第372号）和《中华人民共和国中外合作办学条例实施办法》（教育部令第20号），境外教育机构，在中国大陆境内找到符合要求的合作伙伴、经过审批后，可开办实施境外学制的办学机构或项目。中外合作办学机构（项目），以招收中国公民学生为主，且不得举办小学和初中阶段的义务教育。实践中，经常发放“双文凭”。
- 1997年建校的北京中加学校，是第一所中外合作办学的普通高中[20]，由北京师范大学附属实验中学（中方）和加拿大AKD International Inc.（加皇国际教育投资集团，外方）合办。北京中加学校的学生，可以同时获颁发中国北京市普通高中體系和加拿大新不倫瑞克省體系的高中毕业证书[21]。

但这种“双文凭”的办学模式，往往也要求了学生参加重复的学业考试，加重了学生负担。

## 以其他方式引进的境外学历证书

### 提供方式
中国大陆的境外分支机构，如英国文化协会在中国大陆的分支机构，向大众提供“中学学历证书”類別的考試服务，如由剑桥大学国际考试委员会、英国爱德思国家职业学历与学术考试机构的提供IGCSE、GCE O-Level、GCE A-Level等。
此外，一些举办IGCSE/GCE课程的培训机构，直接成為剑桥大学国际考试委员会或者爱德思等境外教育機構承認的独立考场。这样，其学员在培训机构内即可进行IGCSE/GCE考试，而不必再以个人名义到英国文化协会报名考试。 国际文凭组织舉辦的IB课程、美国AP课程等一些国际知名的预科课程考试，也在中国的培训机构设置了考点。

### 洐生的影響
通過此类考试业务而取得的境外高中（大学预科）学历證書，完全不被中国大陆的教育行政部门监督管理，亦不用学习由中國共產黨主導的思想政治课。不過，一個具有中国公民身分的学生，若完成這類境外高中課程，但不拥有中国大陆教育行政部门承认的高中生学籍，则只能以社会考生的身份（而非应届高中毕业生的身份）参加中国高考。
另外，《教师资格条例》（国务院令第188号）规定，在高级中学中担任教师者，应当依法取得高级中学教师资格。但由于这类境外高中课程未接受到中国教育行政部门的相关监管，其教师也就不必取得法定的教师资格：
- 在2008年汶川大地震中一度成为公众人物的范美忠（外号“范跑跑”），在没有取得《教师资格证书》的情况下，长期在四川一所学校讲授IB课程。在凤凰卫视的节目中，范美忠自称“高二语文老师”。此事件发生后，大量社会舆论批评范美忠“无证从教”的行为，却很少注意到其任教的并非中国学制的高中，而是瑞士IB大学预科的的汉语课程。

## 在中国大陆出現的境外学制列举
依不完全的统计，在2009年，在中国大陆存在的英语高中（预科）学制有：
- 瑞士国际文凭组织的中学（IBMYP）和预科（IBDP）学制；
- 英国剑桥大学国际考试委员会/爱德思的IGCSE/GCE O-Level（英语：GCE Ordinary Level）/GCE A-Level学制；
- 苏格兰資歷管理局（英语：Scottish Qualifications Authority）的Higher（英语：Higher (Scottish)）/Advanced Higher（英语：Advanced Higher (Scottish)）学制；
- 新加坡考试与评鉴局與英国剑桥大学国际考试委员会聯合提供的GCE O-Level/GCE A-Level学制；
- 澳大利亚各州教育主管部門的官方高中SSCE（英语：Senior Secondary Certificate of Education）学制；
- 加拿大各省教育主管部門的官方高中学制；
- 美国大学理事会的AP课程。

另外，还有专门为中国学生前来留学而设计的预科，例如：
- 英国北方大学联合会（英语：NCUK）的IFY预科；
- 澳大利亚ACT教育方案有限公司（页面存档备份，存于）(AESL)[23]的GAC预科；

## 外部連結
- 中国教育部公布经批准设立的外籍人员子女学校名单
- 中国教育部基础教育课程教材发展中心的外籍人员子女学校认证网站